# 豐壤趙氏
豐壤趙氏 (：／) 是朝鲜民族的一个姓氏，本贯豐壤（今京畿道南楊州市真乾邑松陵里一帶）。始祖赵孟（837年~？），原名岩（바우，吏讀破回），是高丽建国的功臣。

## 派系
- 殿直公趙之藺系
  - 護軍公趙思忠派
  - 淮陽公趙愼派
  - 錦州公趙袵派

- 平章事公趙臣赫系
  - 平章事公趙臣赫系

- 上將軍公趙寶系
  - 上將軍公趙寶派

## 主要人物
- 趙曮——朝鲜后期的文臣，韓國最先栽培甘薯的人。
- 神貞王后——朝鮮翼宗的王妃。神貞王后让高宗将黄海道作为丰壤赵氏的地盘，十余年间，黄海道监司（观察使）都由丰壤赵氏家族担任，民间称黄海道监司为“赵大妃监司”。

## 參看
- 高麗
- 天摩山
- 新安東金氏

## 外邊連結
- 豐壤趙氏大宗會網站（页面存档备份，存于）
- 豐壤趙氏參判公派網站（页面存档备份，存于）